# Muzzano (Italia)
Muzzano (en piamontés Muscian o Mussan) es una  localidad italiana de la provincia de Biella, región de Piamonte de 673 habitantes.

## Evolución demográfica
| Gráfica de evolución demográfica de Muzzano entre 1861 y 2001 |
|                                                               |
| Fuente ISTAT - elaboración gráfica por Wikipedia              |